# Prophaethon shrubsolei
Prophaethon shrubsolei — викопний вид фаетоноподібних птахів вимерлої родини Prophaethontidae, що існував в ранньому еоцені в Північній Америці та Європі. Рештки птаха знайдені у відкладеннях формації Лондон Клей на острові Шеппі графство Кент на сході Англії. Рештки птаха, що знайдені у пізньопалеоценових відкладеннях американського штату Меріленд.